# Artemisium
Artemisium of Kaap van Artemision (Oudgrieks: Ἀρτεμίσιον, Artemísion) was een voorgebergte en kaap aan de noordwestkust van Evia, dat zijn naam ontleende aan het Grieks heiligdom van Artemis Proseoia. In 480 v.Chr. vond voor haar kust de zee slag bij Artemisium plaats.
In 1926 werd bij de kaap een Romeins scheepswrak ontdekt waarin zich onder meer twee kolossale bronzen bevonden: de Poseidon van Artemision (ca. 460 v.Chr.) en de Ruiter van Artemision (ca. 150 v.Chr.).

## Antieke bronnen
- Herodotos, VII 175f.
- Plutarchus, Them. 8.
- Plinius maior, Naturalis Historia IV 12.64.

## Referentie
- M.H. McAllister, art. ARTEMISION Euboia, Greece, in R. Stillwell - e.a. (edd.), The Princeton Encyclopedia of Classical Sites, Princeton, 1976.